# Beležír
Beležír este o arie protejată (arie specială de conservare — SAC, sit de importanță comunitară — SCI) din Slovacia întinsă pe o suprafață de 61,67 ha, integral pe uscat.

## Localizare
Centrul sitului Beležír este situat la coordonatele 48°10′42″N 19°59′58″E / 48.178253°N 19.999331°E.

## Înființare
Situl Beležír a fost declarat sit de importanță comunitară în aprilie 2004 pentru a proteja 4 specii de animale. Situl a fost protejat și ca arie specială de conservare în martie 2004.

## Biodiversitate
Situată în ecoregiunea panonică, aria protejată nu include niciun habitat protejat.
La baza desemnării sitului se află mai multe specii protejate:
- păsări (3): presură sură (Emberiza calandra), mărăcinar negru (Saxicola torquatus), sturzul viilor (Turdus iliacus)
- mamifere (1): popândău comun (Spermophilus citellus)

Pe lângă speciile protejate, pe teritoriul sitului au mai fost identificate 1 specie de amfibieni, 2 specii de reptile.